# ロードオブメジャー
ロードオブメジャー（ROAD OF MAJOR）は、日本のロックバンド。略称は「ROM（ロム）」。

## 概要
2002年にテレビ東京系『ハマラジャ』のドキュメンタリー企画「ロードオブメジャー」にてヘッドハンティングされ結成、2004年にメジャーデビューし、2007年7月3日、18日のDVDおよびリミックスアルバムのリリースを最後に解散することを公に発表。5年間の活動に幕を閉じた。その後、メンバーの北川がラジオでリスナーからの質問で再結成のことを聞かれ、「再結成の可能性は無い」と完全否定した。
2020年9月3日に放送された『じっくり聞いタロウ〜スター近況（秘）報告〜』にボーカルの北川が出演。解散の理由について訊ねられ、北川本人は辞めることは全く考えていなかったものの「寄せ集めというのは難しかった」「話し合いとかあまりしなかったのが大きかったですね。(解散危機を)乗り越えられなかった」と振り返り、同時に元メンバーとは現在のほうが仲が良いことも明かした。

## メンバー
北川 賢一（きたがわ けんいち、1980年8月25日（44歳） - ）/ボーカル
- 兵庫県神戸市出身/A型/乙女座
- 以前所属していたバンドはWALTHER P38。
- 通称：賢ちゃん/北川マン（たまに使われる）/次男賢一。松本とは、名前が同じということで「W賢一」と呼ばれることもある。
- ライブでは、アコースティックギターを時々使う。
- 2007年10月13日から『けんいち』としてソロ活動を開始した（公式サイト⇒下記の「外部リンク」参照）。
- LIVE時には、左手にリストバンド、右手にラバーブレスをつけている。

近藤 信政（こんどう のぶまさ、1983年2月10日（42歳） - ）/ギター
- 広島県広島市出身/AB型/水瓶座
- 以前所属していたバンドはGRAID。
- バックコーラスは、彼の声によるもの。
- 通称：のぶ/のぶ兄。
- トレードマーク：髭モヒカン。
- 使用楽器：Freedom Custom Guitar Research社製：Nobumasa kondoモデル&Gibson社製：Les Paul Custom。
- 解散後はjan9starというバンドで渋谷を中心に活動していたが現在は音楽性の違いにより脱退している。
- 2010年4月4日、96BLOCKという新しいバンドを立ち上げた。
- 2019年現在はCIRCLE JOINTというバンドにて活動。
- 2021年7月CIRCLE JOINTを脱退した事を発表。

松本 賢一（まつもと けんいち、1979年12月20日（45歳） - ）/ベース兼リーダー
- 群馬県高崎市出身/O型/射手座
- 以前所属していたバンドはPRINCE ALBERT。
- 近藤と共にバックコーラスを担当。
- 通称：まっちゃん/松ぼっくり/マツケン/微笑みの貴公子/Mr,HAPPY MAN/長男賢一。北川とは、名前が同じということで「W賢一」と呼ばれることもある。
- 高崎経済大学経済学部出身。大学時代は友人とNO SMOKING（全員非喫煙者だったため）というバンドで活動。
- 現在は自主ブランド「PINEONE」を立ち上げ、そして新しく結成したバンドTAROCKとして活動中（公式サイト⇒#外部リンク参照）。
- 過去にアメスタにも出演し、オフィシャルでアメブロを展開中（アメブロ⇒#外部リンク参照）。kenichyという名で活動するようになった。
- 使用楽器：シェクター社製：トラッド・シリーズ/ステルス・ベース。
- 『ROAD OF MAJOR』〜「心絵」の間に指弾きからピック弾きへ変更。

上原 彰兼（うえはら あきかね、1983年8月27日（41歳） - ）/ドラム
- 沖縄県那覇市出身/AB型/乙女座
- 以前所属していたバンドはDirty Rabbit。
- パソコンに詳しく、ブログをよく更新する。
- ライブでは、キーボードやコンガを時々使う。
- 通称：あっくん/どら息子。
- 使用楽器：メインキットはPREMiER（プレミア）社製：シグニア・シリーズのメイプルカラー。
- スティックは、VATER（ベーター）社製：POWER 5B。
- キックペダルは、DW DRUMS社製：9000シリーズ。
- 解散後、一時FAT PROPというバンドで活動していたが脱退。
- 現在はバンド活動をやっていない
- 2019年にレシオPのADDICTIONという作品にドラムで参加している
- YouTubeチャンネル 『Drumsko』を設立し、PUBGやDirty Bomなどのライブ配信を行っている。

## 来歴
2002年
- 4月23日、テレビ東京系『ハマラジャ』のドキュメンタリー企画「ロードオブメジャー」にてヘッドハンティングされ、結成される。
- 8月28日、インディーズデビューシングル「大切なもの」を新星堂限定でリリースする。19週連続オリコントップ10入りを記録する。

2003年
- 1月21日、シングル「雑走/足跡」をリリース。
- 8月6日、シングル「僕らだけの歌」をリリース。
- 9月23日、SHIBUYA BOOXにて「12時間耐久マラソンライブ」開催。
- 9月24日、1stアルバム『ROAD OF MAJOR』をリリース。インディーズ史上初の1stアルバム初登場1位を獲得する。
- 10月28日、初のワンマンライブツアー「ようこそ!! 移動式ロード荘へ!! 2003」を開催。
- 12月1日、「大切なもの」が日本レコード協会からミリオンセラーの認定（累計100万枚出荷）を受ける。
- 12月26日、ミュージックステーションスーパーライブ2003に出演。

2004年
- 3月11日、初のビデオクリップ集「ROLLIN' ON THE ROAD」を発売。
- 11月1日、公式モバイルサイト「ロードモバイルメジャー」（ロードオブメジャーJM）開始。
- 11月17日、メジャーデビューシングル「心絵」をリリース。これと同時に新レーベル「JUNK MUSEUM」をカッティング・エッジ内に設立。

2005年
- 1月12日、ライブツアー「冬でも半袖!刺激がナイトっ! 2005」を開催。
- 2月16日、メジャー第2弾シングル「偶然という名の必然」をリリース。
- 4月27日、メジャー第3弾シングル「親愛なるあなたへ...」をリリース。
  - この「親愛なるあなたへ...」の発売を機に5月8日に「母の日ライヴ」を開催する。
- 6月13日、ライブツアー「夏まで待ちきれナイトっ! 2005」を開催。
- 7月27日、アルバム『ROAD OF MAJOR II』に向けて先行シングル「蒼天に向かって」をリリース。
- 8月24日、1年11ヶ月ぶりでメジャー初のアルバム「ROAD OF MAJOR II」をリリース。
- 10月25日、ライブツアー「あっぱれ! 秋っ晴れナイトっ!!2005」を開催。一年で三度の全国ツアーを達成。
- 11月2日、ビデオクリップ集「THE ROAD STARTS HERE」をリリース。

2006年
- 2月8日、シングル「さらば碧き面影」をリリース。
- 3月29日、初のライヴDVD、「あっぱれ!秋っ晴れナイトっ!!2005」をリリース。
- 5月31日、シングル「ENERGY」をリリース。
- 8月7日、ライブツアー「花火と情熱! 打ち上げナイトっ! 2006」を開催。

2007年
- 2月7日、「PLAY THE GAME」をリリース。
- 3月28日、初のベストアルバム『GOLDEN ROAD 〜BEST〜』をリリース。
- 7月3日、オフィシャルHPにて7月18日発売のDVD、リミックスアルバムを最後に解散を発表。
- 7月18日、ベストクリップ集「GOLDEN ROAD FILMS」をリリース。さらにベストアルバム「GOLDEN ROAD 〜BEST〜」のリミックス集「SILVER ROAD 〜REMIX〜」も同時リリース。
- 9月30日、公式モバイルサイト「ロードモバイルメジャー」（ロードオブメジャーJM）閉鎖。

2012年
- 8月29日、結成10周年を記念した未発表曲を含むベストアルバム『10th ANNIVERSARY BEST ★ Plus 2』をリリース。

2015年
- 12月27日、二人ノリ　北川けんいち×近藤信政というイベント内でベース・松本賢一がゲスト出演、ドラム・上原彰兼が電話出演し、解散から8年越しに4人が揃う事となった。

2016年
- 8月28日、二人ノリ ~二漕ぎ目~ 北川けんいち×近藤信政が開催された。

『10th ANNIVERSARY BEST ★ Plus 2』に収録されている未発表曲の一曲、『声はやがて』がLIVEでは初披露された。
2020年
- 4月13日、北川賢一のインスタライブに近藤信政がゲストで登場し、コラボ配信を行う。また、コメントにて松本賢一、上原彰兼も登場し4人揃う形となった。
- 7月5日、近藤信政のインスタライブに初めて上原彰兼がゲストで登場し、コラボ配信を行う。

2023年
- 3月16日、TBS系列番組｢ラヴィット！｣に北川賢一と近藤信政がサプライズ生出演。ドラム、ベースのサポートメンバーを含む4人で｢大切なもの｣をフルコーラス生演奏。放送後Twitterのトレンド入りもする。又、解散後にメンバーが揃ってテレビに出演するのは初めてである。

- 8月22日、2023年9月30日(土曜日)に茨城県で開催される大洗海上花火大会ふるさと納税フェスティバルに北川賢一と近藤信政が参加する事を発表。また、当日のバックバンドは近藤信政が現在活動している三寅のメンバーが担当する。

- 8月27日、上記で述べたイベントの告知を北川賢一と近藤信政と三寅メンバーでドラムのUがインスタライブでコラボ配信を行う。

## バンド名の由来
バンド名「ロードオブメジャー」は彼らが結成するきっかけとなった同名の企画名からとられたもの。意味は「メジャーデビューに向けての道」であったが、英語としては間違いであったため、JUNK MUSEUMと契約してメジャーデビューを果たした後、意味を「メジャーの王道」に訂正している。

## 記録
- シングル「大切なもの」約91万枚セールス（オリコン集計・インディーズ歴代1位）/オリコン19週連続トップ10入り（インディーズ歴代1位）/2002年度年間オリコンシングルチャート第20位・2003年度年間オリコンシングルチャート第10位
- シングル「雑走/足跡」2003年度年間シングルチャート第28位
- アルバム『ROAD OF MAJOR』約42万枚セールス/デビューアルバム初登場1位（オリコン集計・インディーズ歴代初）/2003年度年間オリコンアルバムチャート第26位

## ディスコグラフィ

### インディーズ

#### シングル
| 枚  | 発売日        | タイトル     | オリコン 最高位 |
| --- | ------------- | ------------ | --------------- |
| 1st | 2002年8月28日 | 大切なもの   | 2位             |
| 2nd | 2003年1月22日 | 雑走/足跡    | 3位             |
| 3rd | 2003年8月6日  | 僕らだけの歌 | 6位             |

#### アルバム
| 枚  | 発売日        | タイトル      | オリコン 最高位 |
| --- | ------------- | ------------- | --------------- |
| 1st | 2003年9月24日 | ROAD OF MAJOR | 1位             |

### メジャー

#### シングル
| 枚  | 発売日         | タイトル            | オリコン 最高位 |
| --- | -------------- | ------------------- | --------------- |
| 1st | 2004年11月17日 | 心絵                | 7位             |
| 2nd | 2005年2月16日  | 偶然という名の必然  | 16位            |
| 3rd | 2005年4月27日  | 親愛なるあなたへ... | 7位             |
| 4th | 2005年7月27日  | 蒼天に向かって      | 13位            |
| 5th | 2006年2月8日   | さらば碧き面影      | 11位            |
| 6th | 2006年5月31日  | ENERGY              | 21位            |
| 7th | 2007年2月7日   | PLAY THE GAME       | 8位             |

#### アルバム
| 枚  | 発売日        | タイトル         | オリコン 最高位 |
| --- | ------------- | ---------------- | --------------- |
| 1st | 2005年8月24日 | ROAD OF MAJOR II | 5位             |

#### ベストアルバム
| 枚  | 発売日        | タイトル                       | オリコン 最高位 |
| --- | ------------- | ------------------------------ | --------------- |
| 1st | 2007年3月28日 | GOLDEN ROAD 〜BEST〜           | 9位             |
| 2nd | 2012年8月29日 | 10th ANNIVERSARY BEST ★ Plus 2 | 74位            |

#### リミックスアルバム
| 枚  | 発売日        | タイトル              | オリコン 最高位 |
| --- | ------------- | --------------------- | --------------- |
| 1st | 2007年7月18日 | SILVER ROAD 〜REMIX〜 | 73位            |

### DVD
| 枚  | 発売日        | タイトル                        | オリコン 最高位 |
| --- | ------------- | ------------------------------- | --------------- |
| 1st | 2004年3月10日 | ROLLIN'ON THE ROAD              | 1位             |
| 2nd | 2005年11月2日 | THE ROAD STARTS HERE            | 3位             |
| 3rd | 2006年3月29日 | あっぱれ!秋っ晴れナイトっ!!2005 | 3位             |
| 4th | 2007年7月18日 | GOLDEN ROAD FILMS               | 6位             |

### 参加作品
| 発売日         | タイトル                                                  | 規格品番               | 収録曲                           |
| -------------- | --------------------------------------------------------- | ---------------------- | -------------------------------- |
| 2003年09月17日 | BEST OF 蓮沼 1999→2003                                    | DIGA-001               | はじまりの場所                   |
| 2003年11月12日 | X-TRAIL JAM                                               | AVCD-17384             | 2.row,row,row (720 SPIN VERSION) |
| 2004年07月28日 | a-nation'04 BEST HIT SUMMER                               | AVCD-17514             | 8.僕らだけの歌                   |
| 2004年10月27日 | OPTION presents STREAM Z J-LOUD EDITION                   | AVCD-17560             | 3.row,row,row                    |
| 2005年02月23日 | オリジナルサウンドトラック「メジャー ミュージックスコア」 | AVCA-22213             | 1.心絵（TV－size）               |
| 2005年07月27日 | a-nation '05 BEST HIT SELECTION                           | AVCD-17723             | 8.君がため                       |
| 2006年06月07日 | Thanx Grateful to you                                     | AVCD-17973             | 2.親愛なるあなたへ...            |
| 2006年07月19日 | a-nation'06 BEST HIT SELECTION                            | AVCD-23022             | 8.親愛なるあなたへ...            |
| 2007年07月11日 | Regain                                                    | AVCD-23347             | 7.大切なもの                     |
| 2008年02月20日 | シュウカツ!!                                              | MHCL-1288              | 9.大切なもの                     |
| 2008年03月12日 | TRUE LOVE IV～MEMORIAL "LOVE STORY" SONGS～               | AVCD-23549             | 3.大切なもの                     |
| 2009年02月18日 | ベスト・ヒット！日テレ55 エイベックス・エディション       | AVCD-23774             | 21.僕らだけの歌                  |
| 2009年02月25日 | 卒業のうた                                                | AVCD-23756             | 4.大切なもの                     |
| 2010年12月17日 | メジャー Perfect Song Collection                          | AVCA-29876B AVCA-29878 | 1.心絵                           |
| 2012年03月14日 | amazing tunes ～00's MEGA HITS VISUAL MIX～               | AQBD-50649             | 9.心絵                           |
| 2012年11月28日 | アゲイン! 00's BEST OF HEARTFUL J-POP SONGS               | AQCD-50756             | DISC2-5.心絵                     |

### 音楽配信
|   | 配信日        | タイトル | 料金      |
| 1 | 2007年2月7日  | PLAY THE GAME（ギター&ボーカルver.） PLAY THE GAME（リズム&ボーカルver.） PLAY THE GAME（キーボード&ボーカルver.） | 1曲 ￥200 |
| 2 | 2007年3月28日 | SILVER ROAD 〜BEST〜（着うたのみ）主な配信先                                                                       | 1曲 ￥105 |
| 3 | 2007年4月11日 | 大切なもの（花火と情熱!! 打ち上げナイトっ!! 2006 LIVE VERSION）                                                    | ￥200     |

## ミュージックビデオ
| 監督   | 曲名 |
| 福和敏 | 「ENERGY」「PLAY THE GAME」「さらば碧き面影」「君がため」「雑走」「心絵」「親愛なるあなたへ...」「蒼天に向かって」 |
| 不明   | 「偶然という名の必然」「大切なもの」「僕らだけの歌」「君らしくあれ」                                               |

## タイアップ一覧
| 使用年 | 曲名                | タイアップ                                                               |
| ------ | ------------------- | ------------------------------------------------------------------------ |
| 2002年 | 大切なもの          | テレビ東京系『ハマラジャ』オンエア曲                                     |
| 2003年 | 雑走                | テレビ朝日系『Matthew's Best Hit TV』エンディングテーマ                  |
| 2003年 | 足跡                | テレビ東京系『クイズ赤恥青恥』エンディングテーマ                         |
| 2003年 | 僕らだけの歌        | 日本テレビ系『高校生クイズ2003』テーマソング                             |
| 2003年 | 春雨                | フジテレビ系『HEY!HEY!HEY! MUSIC CHAMP』2003年8・9月度エンディングテーマ |
| 2003年 | 君がため            | 映画『スタジアムで会いましょう』エンディングテーマ                       |
| 2003年 | row,row,row         | 日本テレビ主催『X-TRAIL JAM』テーマソング                                |
| 2003年 | 夢追い人            | 日本テレビ系『芸能人が通う診察室』エンディングテーマ                     |
| 2003年 | 日付けのない日記    | NHK-BS2『真夜中の王国03』オープニングテーマ                              |
| 2004年 | 心絵                | NHK教育 アニメ『メジャー（第1シリーズ）』オープニングテーマ              |
| 2004年 | 朝焼け              | 日本テレビ系『ダウンタウンDX』2004年11月度エンディングテーマ             |
| 2004年 | 朝焼け              | ミュージック・ドット・ジェイピー「music.jp」CMソング                     |
| 2005年 | 月の葉書            | 国民健康保険中央会「愛知県国民健康保険」CMソング                         |
| 2005年 | 親愛なるあなたへ... | テレビ朝日系『奇跡の扉 TVのチカラ』エンディングテーマ                    |
| 2005年 | 風歌                | パーフェクト・チョイス『MAJOR LEAGUE BASEBALL』イメージソング            |
| 2005年 | 蒼天に向かって      | mod's hair「夏は、別ノリ。」キャンペーンソング                           |
| 2005年 | 蒼天に向かって      | 日本テレビ系『音楽戦士 MUSIC FIGHTER』2005年7月度エンディングテーマ      |
| 2005年 | さらば碧き面影      | NHK教育 アニメ『メジャー（第2シリーズ）』オープニングテーマ              |
| 2006年 | ENERGY              | MBS『プロ野球中継』2006年度阪神タイガース戦テーマソング                  |
| 2006年 | ENERGY              | テレビ朝日系『草野☆キッド』2006年4月エンディングテーマ                   |
| 2007年 | PLAY THE GAME       | NHK教育 アニメ『メジャー（第3シリーズ）』オープニングテーマ              |
| 2007年 | 僕らだけの歌        | 豊丸産業「CR奇跡の電役キャプテンロバートZ」使用曲                        |
| 2009年 | 大切なもの          | マツダ「Mazda3」台湾版CMソング                                           |

## ヘビーローテーション/パワープレイ

### テレビ
| 放送年 | 曲名               | ヘビーローテーション/パワープレイ                              |
| ------ | ------------------ | -------------------------------------------------------------- |
| 2005年 | 偶然という名の必然 | 日本テレビ系『汐留スタイル!』Stylish Play#070                  |
| 2012年 | 君らしくあれ       | 日本テレビ系『音龍門 〜MUSIC DRAGON GATE〜』Baby Dragon's Gate |

## ライブ
|     | 初日                           | タイトル                            |
| 1st | 2003年10月28日 -               | ようこそ移動式ロード荘へ!! 2003     |
| 2nd | 2005年1月12日 -                | 冬でも半袖! 刺激がナイトっ!! 2005   |
| 3rd | 2005年6月13日 -                | 夏まで待ちきれナイトっ!! 2005       |
| 4th | 2005年10月25日 -               | あっぱれ! 秋っ晴れナイトっ!! 2005   |
| 5th | 2006年8月7日 -                 | 花火と情熱! 打ち上げナイトっ!! 2006 |
| 6th | 2002, 2003, 2004, 2005, 2006年 | a-nation                            |